# Breda, Nizozemska
Breda je mesto in nekdanje baronstvo v nizozemski provinci Severni Brabant ob sotočju rek Mark in Aa.
Ime prihaja od nizozemskega izraza za široki Aa, brede Aa (ob sotočju razširjeni Aa). Breda ima, po podatkih iz leta 2010, na 130 km2 skupaj z okolico 175.000 prebivalcev. Mesto je imelo pomembno vlogo v nizozemski zgodovini, saj je bilo strateško pomembna, močno utrjena trdnjava in domače mesto najvplivnejše nizozemske rodbine Orange-Nassau.

## Zgodovina
Breda, od 11. stoletja fevd Svetega rimskega cesarstva, je v 13. stoletju dobila mestni značaj in pravico, da gradi utrdbe. Leta 1350 je Johann I. van Polanen zgradil opečnat grad. Leta 1403 se je dedinja bredskih zemljiških gospodov, Johanna van Polanen, poročila z Engelbertom I. Nassavskim (1370-1442). Henrik III. Nassavski (1504-38) je v letih 1531-36 skromno srednjeveško utrdbo predelal v impresiven renesančni grad (arhitekt Tommaso di Andrea Vincidor, 1493-1536), ki je postal pomembna trdnjava na reki Mark. Rodbina Nassavskih je z Viljemom I. Oranskim (1533-84) stopila na čelo nizozemskega upora proti španski nadvladi in potem prišla na čelo nizozemske države. Mesto je tako postalo center političnega in družbenega življenja in je dobilo v bojevanju med špansko oblastjo in nizozemskimi uporniki tudi simboličen pomen.
Aprila 1566 je okrog 200 plemičev v Bredi podpisalo t. i. peticijo kompromisa, s katero so od španskega kralja zahtevali, da odpravi versko preganjanje in inkvizicijo in dodali grožnjo, da bodo začeli z oboroženim uporom, če kralj zahteve ne bo upošteval. Dokument velja za začetek nizozemske osamosvojitvene vojne.
Spomladi 1575 so v Bredi potekala pogajanja, na katerih je sodeloval tudi vodilni leuvenski akademik in humanist Elbertus Leoninus, ki naj bi uskladila stališča predstavnikov španskega kralja in upornikov. Pogajanja so bila neuspešna in so le potrdila nepopustljivost španskega kralja Filipa II. pri dopuščanju protestantizma in ohranjanju starih pravic in privilegijev provinc.
Med osamosvojitveno vojno je Breda kar štirikrat zamenjala gospodarja, dvakrat po dolgotrajnem obleganju: leta 1581, ko se je mestu približevala armada španskega vojskovodje Alessandra Farneseja, so katoličani v mestu sami odprli mestna vrata španski vojski; leta 1590 je nizozemski stadhouder Mavricij Oranski z zvijačo presenetil Špance in z majhno skupino izkušenih vojakov ponovno osvojil mesto; avgusta 1624 je mesto obkolil španski vojskovodja Ambrogio Spinola in ga po dolgotrajnem obleganju, ki ga je spremljala vsa Evropa, v juniju 1625 tudi zavzel.; mesto je za Nizozemce oktobra 1637 po štirimesečnem obleganju spet osvojil Friderik Henrik Oranski. Leta 1648 je bila z vestfalskim mirom dokončno potrjena pripadnost Brede Nizozemski.
Breda je bila tudi kasneje mesto mnogih političnih dogodkov, med njimi:
- leta 1660 je bila napisana t. i. deklaracija iz Brede, s katero so bili določeni pogoji, pod katerimi je, po končanem Cromwellovem obdobju, angleški parlament imenoval naslednika Stuartov za angleškega kralja Karla II.[2]

- leta 1667 je mir v Bredi končal drugo pomorsko vojno med Republiko Nizozemsko in Anglijo[3] ter potrdil britansko posest New Yorka in New Jerseyja in nizozemsko oblast v Vzhodni Indiji in Surinamu.

- v letih 1746-48 je bil v Bredi kongres z vrsto pogovorov med Britanijo in Francijo, ki so končno pripeljali do miru v Aachnu, s katerim je bila končana avstrijska nasledstvena vojna.

Med francosko revolucijo so mesto zavzeli Francozi in ga zasedali do leta 1813.
Leta 1853 je mesto postalo sedež rimokatoliške škofije.
Med drugo svetovno vojno je bila Breda pod nemško okupacijo. Oktobra 1944 jo je osvobodila Prva poljska oborožena divizija generala  Stanisława Maczeka. Dogodku posvečajo precej pozornosti ob vsakoletnem prazniku osvoboditve Brede. V centru mesta stoji spomenik, ki slavi Maczeka in njegove vojake.

## Gospodarstvo
Nekoč je bilo za mesto pomembno rečno pristanišče, ki je ležalo na vodni poti od Volkeraka do Wilhelmimakanaala in naprej proti reki Maas. Danes pelje skozi mesto nizozemsko-nemška oranska turistična pot. Razvita sta turizem in podjetništvo.
Med industrijami so najpomembnejše: živilska (sladkor, pivo), kovinska, elektroindustrija, proizvodnja umetnih vlaken, tekstilna industrija, pohištvena industrija.

## Arhitekturne znamenitosti
Staro mesto se ponaša z mnogimi zgodovinskimi zgradbami in deli vodnih kanalov. V središču mesta je Grote Markt, kjer so, poleg številnih kavarn in restavracij, stara mestna hiša iz leta 1766 (Oude Stadhuis) ter protestantska Grote Kerk (Velika cerkev), imenovana tudi Onze Lieve Vrouwekerk (Cerkev naše Gospe), srednjeveška gotska cerkev z masivnim zvonikom (visokim 97 m). Na jugovzhodu starega zgodovinskega jedra stoji katedrala Svetega Antona.
Cerkev Sint Barbara (1869), kjer je sedež katoliške škofije.
V gradu Kasteel van Breda, ki ga je leta 1696 dal dograditi angleški kralj Viljem III. Oranski, danes domuje nizozemska Kraljeva vojaška akademija (Koninklijke Militaire Academie). 
Vodni stolp (Spanjaardsgat) je ostanek nekdanjih utrdb.
V gozdu Mastbos na jugu mesta leži gradič Kasteel Bouvigne z odprtim vrtom.
Zanimiv je begijnhof sredi mestnega parka, majhna četrt sredi starega mesta, značilna za Nizozemsko, kjer je nekoč stanovala skupnost begin
Zaradi svoje zgodovinske vloge ima mesto veliko muzejev.